# АЕС Команчі-Пік
Атомна електростанція Команчі Пік знаходиться в окрузі Сомервелл, штат Техас. Атомна електростанція розташована за 40 миль (64 км) на південний захід від Форт-Верта і близько 60 миль (97 км) на південний захід від Далласа. Він покладається на сусіднє водосховище Скво-Крік для охолодження води. На заводі близько 1300 співробітників і управляється Luminant Generation, дочірньою компанією Vistra Corp.
Будівництво двох блоків з водно-водяними ядерними реакторами від Westinghouse почалося в 1974 році. одиниця 1, спочатку оцінений у 1084 МВт, вийшов онлайн у квітні 17, 1990. Його нинішня 40-річна ліцензія на діяльність дійсна до лютого 8, 2030. одиниця 2, 1,124 MWe, а потім квітня 6, 1993 і має дозвіл на роботу до лютого 2, 2033, коли він повинен продовжити свою ліцензію. Станом на  2018  одиниця 2 був третім передостаннім енергетичним реактором, який запрацював у Сполучених Штатах, за ним йшли лише блоки 1 і 2 атомної електростанції Воттс-Бар.
У червні 2008 року Комісія ядерного регулювання США (NRC) схвалила запит на збільшення генеруючої потужності енергоблоків 1 і 2 приблизно на 4,5% кожен. Luminant Generation Co. впровадила зміни під час перебоїв на заправці. одиниця 1 було модернізовано восени 2008 року зі збільшенням потужності приблизно з 1210 до 1259 МВт і одиниця 2, місткість якого зросла з приблизно 1208 до 1245 MWe, був підвищений восени 2009 року. 

## Навколишнє населення
Комісія з ядерного регулювання визначає дві зони планування на випадок надзвичайних ситуацій навколо атомних електростанцій: зону впливу шлейфу радіусом 10 миль (16 км), пов’язане в першу чергу з впливом та вдиханням радіоактивного забруднення, що передається повітрям, і зоною ковтання приблизно 50 миль (80 км), пов’язаних насамперед із прийомом їжі та рідини, забрудненої радіоактивністю.

## Пропоновані блоки 3 і 4
19 вересня 2008 року Luminant подала заявку до NRC на комбіновану ліцензію на будівництво та експлуатацію (COL) для двох нових реакторів. Вибрана конструкція реактора американської версії 1700 МВт Advanced Pressurized Water Reactor (US-APWR), розроблений Mitsubishi Heavy Industries (MHI). Проект є спільним підприємством, де Luminant володіє 88 відсотків і 12 відсотків у власності МХІ. Luminant не оприлюднив оцінку вартості проекту, але генеральний директор Luminant Девід Кемпбелл сказав, що Luminant спробує побудувати свої нові реактори за нижчими оцінками поточної галузі, які, за його словами, коливаються від 2500 до 6000 доларів за кіловат. — 8,5 доларів США млрд до 20,4 дол мільярд за 3400 завод MW.

## Сейсмічний ризик
Відповідно до дослідження NRC, опублікованого в серпні 2010 року, Комісією з ядерного регулювання оцінка щорічного ризику землетрусу, достатнього для того, щоб спричинити пошкодження активної зони реактора на піку Команчі, становила 1 на 250 000.

## Інформація про енергоблоки
Атомна електростанція Comanche Peak Nuclear Power Plant складається з двох діючих реакторів, планується ще два додаткових блоки.
| Реакторна установка        | Тип реактора         | Потужність (МВт) | Потужність (МВт) | Розпочато будівництво | Підключення до електромережі | Комерційна експлуатація | Закрити |
| Реакторна установка        | Тип реактора         | Чистий           | Валовий          | Розпочато будівництво | Підключення до електромережі | Комерційна експлуатація | Закрити |
| -------------------------- | -------------------- | ---------------- | ---------------- | --------------------- | ---------------------------- | ----------------------- | ------- |
| Пік Команчі-1              | Westinghouse 4-петля | 1209             | 1259             | 19.12.1974 р          | 24.04.1990                   | 13.08.1990              |         |
| Пік Команчі-2              | Westinghouse 4-петля | 1197             | 1250             | 19.12.1974 р          | 09.04.1993                   | 03.08.1993              |         |
| Пік Команчі-3 (планується) | US-APWR              | 1700             | ?                |                       |                              |                         |         |
| Пік Команчі-4 (планується) | US-APWR              | 1700             | ?                |                       |                              |                         |         |